# Кучерское
Кучерское (укр. Кучерське) — село в Борозенской сельской общине Бериславского района Херсонской области Украины.
Почтовый индекс — 74152. Телефонный код — 5532. Код КОАТУУ — 6520981002.

## Население
Население по переписи 2001 года составляло 603 человека.

### Языковой состав
Родной язык населения по данным переписи 2001 года:
| Язык       | Численность, чел. | Доля     |
| ---------- | ----------------- | -------- |
| Украинский | 582               | 96,52 %  |
| Русский    | 15                | 2,49 %   |
| Другое     | 6                 | 0,99 %   |
| Итого      | 603               | 100,00 % |

## Местный совет
74152, Херсонская обл., Великоалександровский р-н, с. Борозенское, ул. Мичурина, 12